# 多治見市立精華小学校
多治見市立精華小学校（たじみしりつせいかしょうがっこう）は、岐阜県多治見市十九田町にある小学校。

## 通学区域
- 通学区域は、小田町1-6丁目、緑ケ丘、弁天町1-4丁目 上山町1・2丁目、宮前町1・2丁目、大正町1-3丁目、大日町、虎渓町1・2２丁目、豊岡町1-3丁目、本町2丁目の一部、本町3・4丁目、虎渓山町1-6丁目、虎渓山町7丁目の一部、上野町1-5丁目、精華町十九田町1・2丁目、住吉町1-7丁目、音羽町1丁目、音羽町2丁目（JR東海中央本線以北）、音羽町3-5丁目、若松町1-4丁目、金岡町1-5丁目、長瀬町、光ケ丘1-5丁目、白山町1-5丁目、西坂町1-5丁目であり、公立中学校の進学先は多治見市立陶都中学校である[1]。

## 沿革
- 1873年（明治6年）2月 - 安養寺を仮校舎として審問学校創立。
- 1880年（明治13年）6月 - 長福寺に移転。
- 1886年（明治19年）11月 - 長瀬簡易科小学校に改称する。
- 1889年（明治22年）7月 - 中ノ郷村、長瀬村、小名田村が合併し可児郡豊岡村となる。
- 1890年（明治23年）10月 - 長瀬尋常小学校に改称する。
- 1893年（明治26年）2月 - 豊岡尋常小学校に改称する。
- 1901年（明治34年）
  - 2月 - 現在地に移転する。
  - 6月10日 - 豊岡村が町制施行し豊岡町となる。
- 1934年（昭和9年）8月1日 - 豊岡町が土岐郡多治見町に編入される。
- 1936年（昭和11年）4月 - 多治見第2尋常高等小学校に改称
- 1941年（昭和16年）
  - 3月28日 - 精華尋常高等小学校に改称
  - 4月1日 - 精華国民学校に改称
- 1947年（昭和22年）4月 - 精華小学校に改称

## 学校周辺
- 多治見市文化会館
- JR多治見駅
- 国道19号（多治見バイパス）